# Mon amour (Slimane-Lied)
Mon amour ist eine französischsprachige Ballade, die vom französischen Sänger Slimane interpretiert wird. Mit dem Titel vertrat er Frankreich beim Eurovision Song Contest 2024 in Malmö, wo er den vierten Platz erreichte.

## Hintergrund
Am 8. November 2023 wurde bekanntgegeben, dass Slimane Frankreich beim kommenden Eurovision Song Contest vertreten werde. Der Titel wurde am selben Tag veröffentlicht. Mon amour wurde von Slimane getextet und gemeinsam mit Yaacov und Meïr Salah komponiert.

## Inhaltliches
Laut des Interpreten sei Mon Amour ein „Liebesbrief“, welcher an alle Zuhörer in Europa gerichtet sei. Der Titel handelt vom Schmerz, den eine Person empfindet, wenn sie sich fragt, ob ihr Gegenüber sie liebe oder nicht. Als Ausgangspunkt habe laut Slimane ein „gebrochenes Herz“ gestanden.

## Veröffentlichung
Am Tag der Veröffentlichung, dem 8. November, wurde der Titel erstmals von Slimane in der Sendung Journal de 20 heures auf France 2 gesungen.

## Mitwirkende
- Slimane: Gesang, Musik, Text
- Meïr Salah: Musik, Produktion, Keyboard, Rhythmus-Arrangement
- Yaacov Salah: Musik, Produktion, Keyboard, Klavier, Abmischung
- Simon Strauss: Gitarre
- Guillaume Bongiraud: Cello
- Chab: Mastering[3]

## Beim Eurovision Song Contest

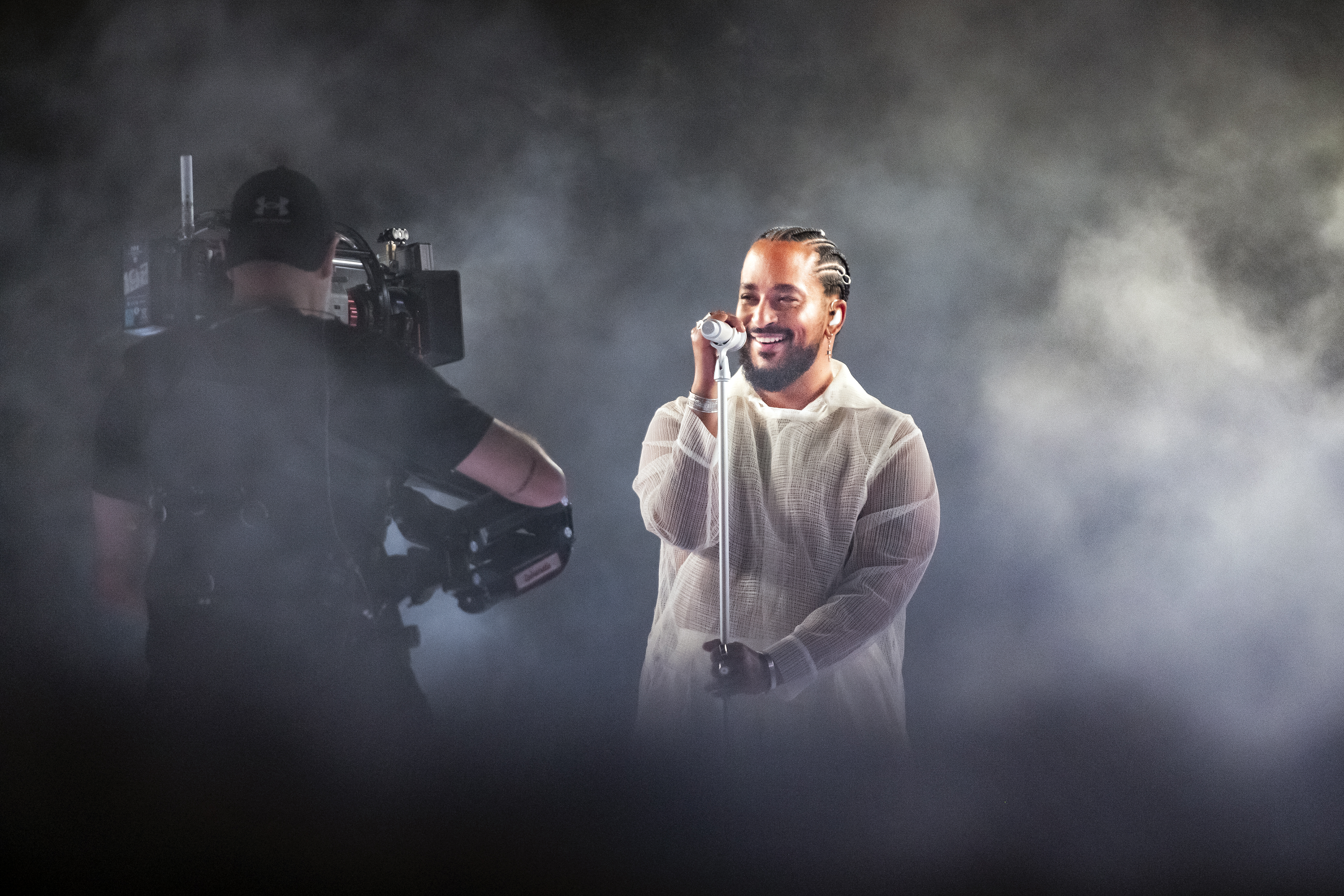
Slimane im Halbfinale beim ESC 2024

Als Teil der sogenannten „Big Five“ war Frankreich bereits für das Finale des Eurovision Song Contest qualifiziert, das am 11. Mai 2024 stattfand. Dort trat das Land auf dem 25. Startplatz an und erreichte den vierten Platz mit 445 Punkten. Bei den Jurys lag der Song mit 218 Punkten auf dem zweiten Platz, beim Publikum mit 227 Punkten auf dem vierten Platz.

## Kommerzieller Erfolg

### Chartplatzierungen
| ChartsChartplatzierungen | Höchstplatzierung | Wochen |
| ------------------------ | ----------------- | ------ |
| Frankreich (SNEP)        | 2 (58 Wo.)        | 58     |
| Österreich (Ö3)          | 45 (1 Wo.)        | 1      |
| Schweiz (IFPI)           | 3 (6 Wo.)         | 6      |
| Wallonie (Ultratop)      | 4 (28 Wo.)        | 28     |

### Auszeichnungen für Musikverkäufe
| Land/Region         | Auszeichnungen für Musikverkäufe (Land/Region, Auszeichnung, Verkäufe) | Verkäufe |
| ------------------- | ---------------------------------------------------------------------- | -------- |
| Belgien (BRMA)      | 2× Platin                                                              | 40.000   |
| Frankreich (SNEP)   | Diamant                                                                | 333.333  |
| Griechenland (IFPI) | Platin                                                                 | 20.000   |
| Insgesamt           | 3× Platin · 1× Diamant ·                                               | 393.333  |